# Delichon
Vous lisez un « bon article » labellisé en 2012.  Il fait partie d'un « bon thème ».
Genre
Delichon est un petit genre de Passereaux qui appartient à la famille des Hirundinidae et qui compte quatre espèces d'hirondelles. Ce sont des oiseaux trapus et à queue courte, aux parties supérieures bleu-noirâtre contrastant avec un croupion blanc et avec un ventre blanc ou gris. Ils ont des plumes sur les doigts et sur les tarses, une caractéristique propre à ce genre. Les hirondelles du genre Delichon sont étroitement apparentées aux autres hirondelles qui construisent des nids de boue, notamment celles du genre Hirundo. Elles se reproduisent uniquement en Europe, en Asie et dans les montagnes de l'Afrique du Nord. Trois espèces, l'Hirondelle de fenêtre (D. urbicum), l'Hirondelle de Bonaparte (D. dasypus) et l'Hirondelle de Pallas (Delichon lagopodum), migrent vers le sud en hiver, alors que l'Hirondelle du Népal (D. nipalense) vit toute l'année dans l'Himalaya.
Ces hirondelles construisent leur nid au sein de colonies, sur les falaises ou les bâtiments, à partir de boue tapissée d'un fond d'herbe ou de plumes. La ponte compte généralement deux ou trois œufs blancs. Les deux parents assurent la construction du nid, l'incubation des œufs et le nourrissage des poussins. Les oiseaux de ce genre chassent en vol et attrapent de petits insectes comme les diptères et les pucerons. En dépit de leur agilité en vol, ces hirondelles peuvent devenir la proie de rapaces plus rapides ; elles peuvent aussi être porteuses de parasites externes et internes. Aucune des trois espèces n'est considérée comme menacée, bien que des baisses généralisées d'effectifs aient été signalées dans le centre et le nord de l'Europe pour le cas de l'Hirondelle de fenêtre. Ce déclin est dû, entre autres, à des facteurs comme les intoxications par les pesticides agricoles ou le manque de boue pour la construction du nid.

## Description

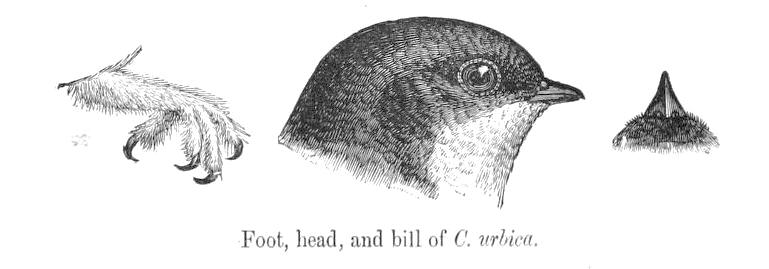
Dessin de détails de l'Hirondelle de fenêtre, montrant les pattes garnies de plumes caractéristiques du genre et le bec court et large de l'oiseau.

Les hirondelles du genre Delichon mesurent de 13 à 15 cm de long. L'Hirondelle de fenêtre (D. urbicum) est la plus lourde des trois espèces, avec un poids moyen de 18,3 g, et sa queue est la plus profondément échancrée ; l'Hirondelle du Népal (D. nipalense) est la plus légère avec ses 15 g et sa queue est de forme plus carrée.
Le croupion blanc contraste avec les parties supérieures bleu-noirâtre ; les parties inférieures sont blanches ou grises. Ces hirondelles sont trapues, avec une queue courte et des plumes couvrant leurs tarses et leurs doigts. Les trois espèces se différencient surtout par les caractéristiques de leur plumage : l'Hirondelle du Népal a le menton et les caudales noires, et l'Hirondelle de Bonaparte (D. dasypus) a les parties inférieures légèrement teintées de grisâtre. Comme chez toutes les autres hirondelles, la mue est lente et progressive, permettant à l'oiseau de toujours avoir suffisamment de plumes pour conserver ses capacités de vol et donc d'assurer son alimentation. La mue commence généralement à l'arrivée des oiseaux dans les zones d'hivernage, mais empiète en partie sur la saison de reproduction pour l'Hirondelle du Népal, qui est sédentaire.

Adultes dessinés dans l'ouvrage de Richard Bowdler Sharpe, A monograph of the Hirundinidae
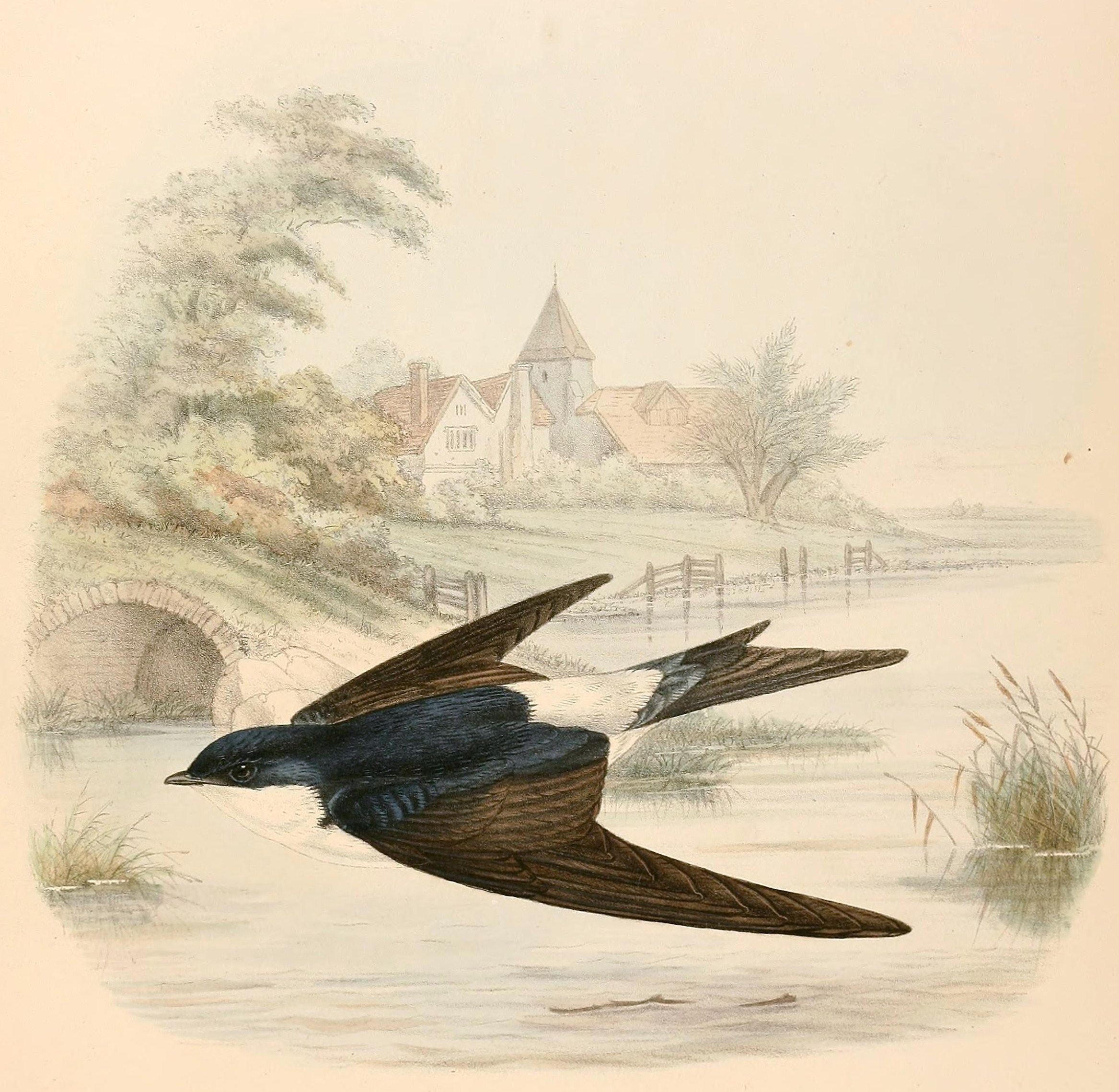
Hirondelle de fenêtre (D. urbicum urbicum)
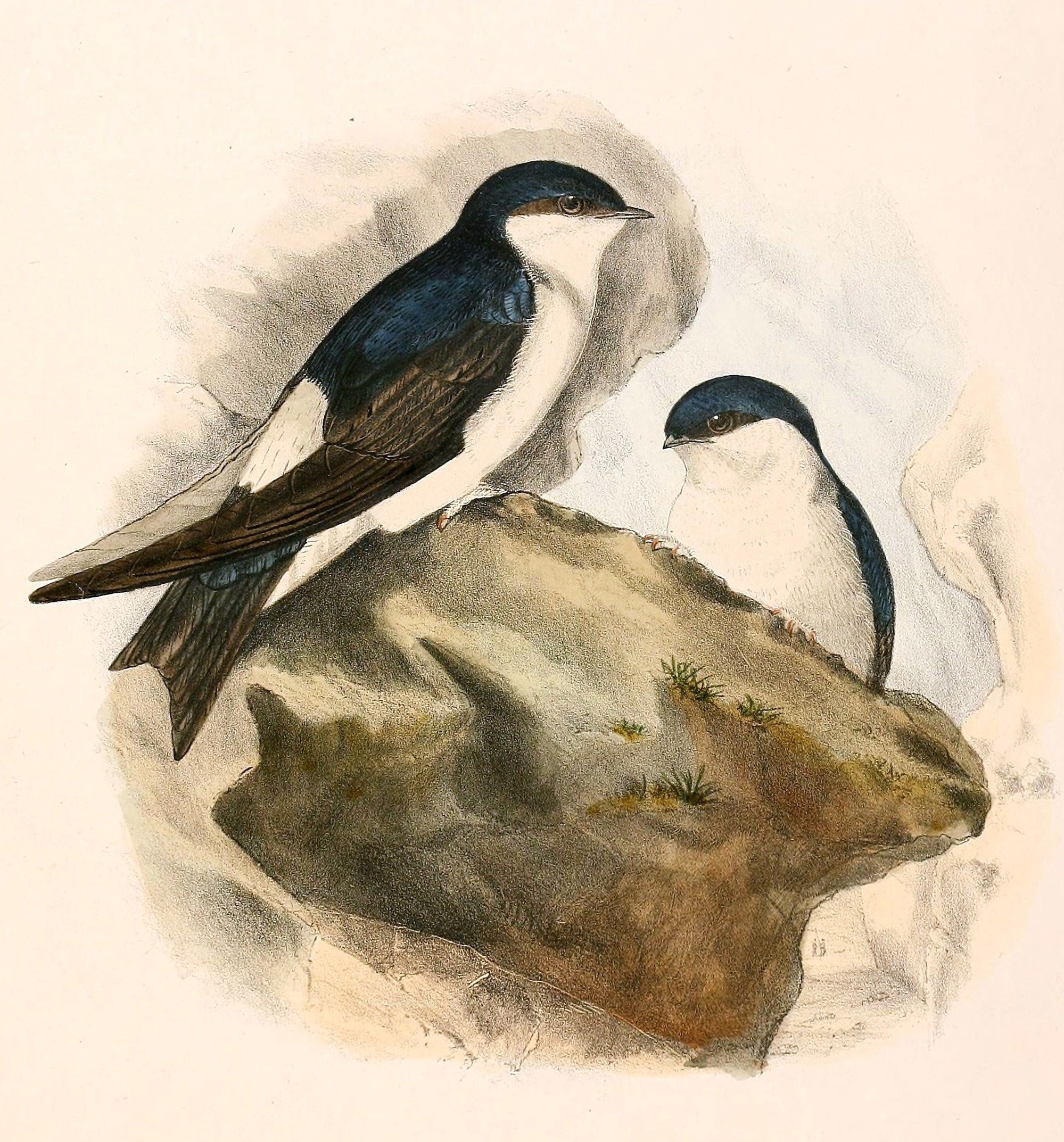
Hirondelle de Bonaparte (D. dasypus cashmeriense)
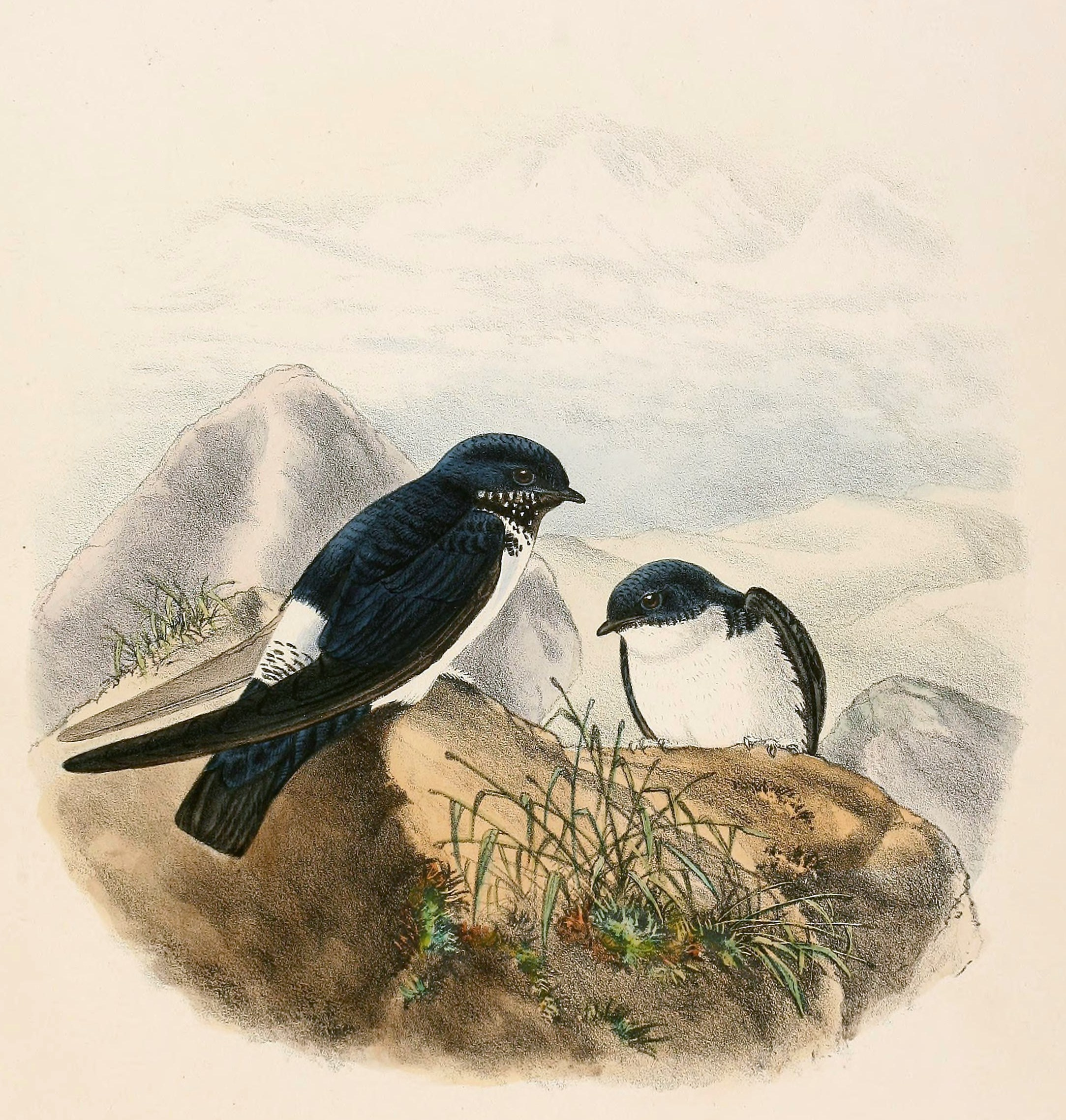
Hirondelle du Népal (D. nipalense)

Prises comme un tout, ces trois espèces d'hirondelles ne peuvent être facilement confondues avec d'autres hirondelles. Les quatre du genre Tachycineta ont aussi des croupions et des parties inférieures blanches, mais les parties supérieures sont chez elles vert métallique ou bleu métallique, elles ont des queues plus longues et sont cantonnées au continent américain.

## Écologie et comportement

### Vocalisations
Les hirondelles du genre Delichon ont des cris de vol simples comprenant de une à trois notes. Les deux espèces les plus répandues (Hirondelles de fenêtre et de Bonaparte) font entendre un bourdonnement distinctif. Le chant du mâle est un roulement simple et court, peut-être moins musical que celui produit par les autres genres d'hirondelles,.

### Alimentation
Les espèces du genre Delichon se nourrissent habituellement à une altitude plus élevée et attrapent de plus petites proies que les autres genres d’hirondelles. Cela aurait pour conséquence de réduire la concurrence alimentaire interspécifique, notamment avec l'Hirondelle rustique (Hirundo rustica) qui partage une grande partie de ses zones de reproduction et d'hivernage,,. Les insectes consommés préférentiellement par les Delichon sont de petits diptères, des pucerons et des hyménoptères comme des fourmis volantes. Un large éventail d'autres insectes sont capturés, comme des lépidoptères, des coléoptères et des névroptères. L'Hirondelle de Bonaparte semble parfois se nourrir au sol, comme en témoigne la présence de collemboles terrestres et de larves de lépidoptères dans son bol alimentaire. Les hirondelles du genre Delichon sont grégaires et se nourrissent généralement en groupe, souvent même avec d'autres espèces de prédateurs aériens tels que les apodidés (martinets) ou d'autres hirundinidés comme l'Hirondelle rustique ou l'Hirondelle striolée (Cecropis striolata). Dans le cas, au moins, de l'Hirondelle de fenêtre, le début de la ponte semble être lié à l'apparition d'un grand nombre de pucerons volants, qui assurent un approvisionnement alimentaire stable et abondant.

### Reproduction

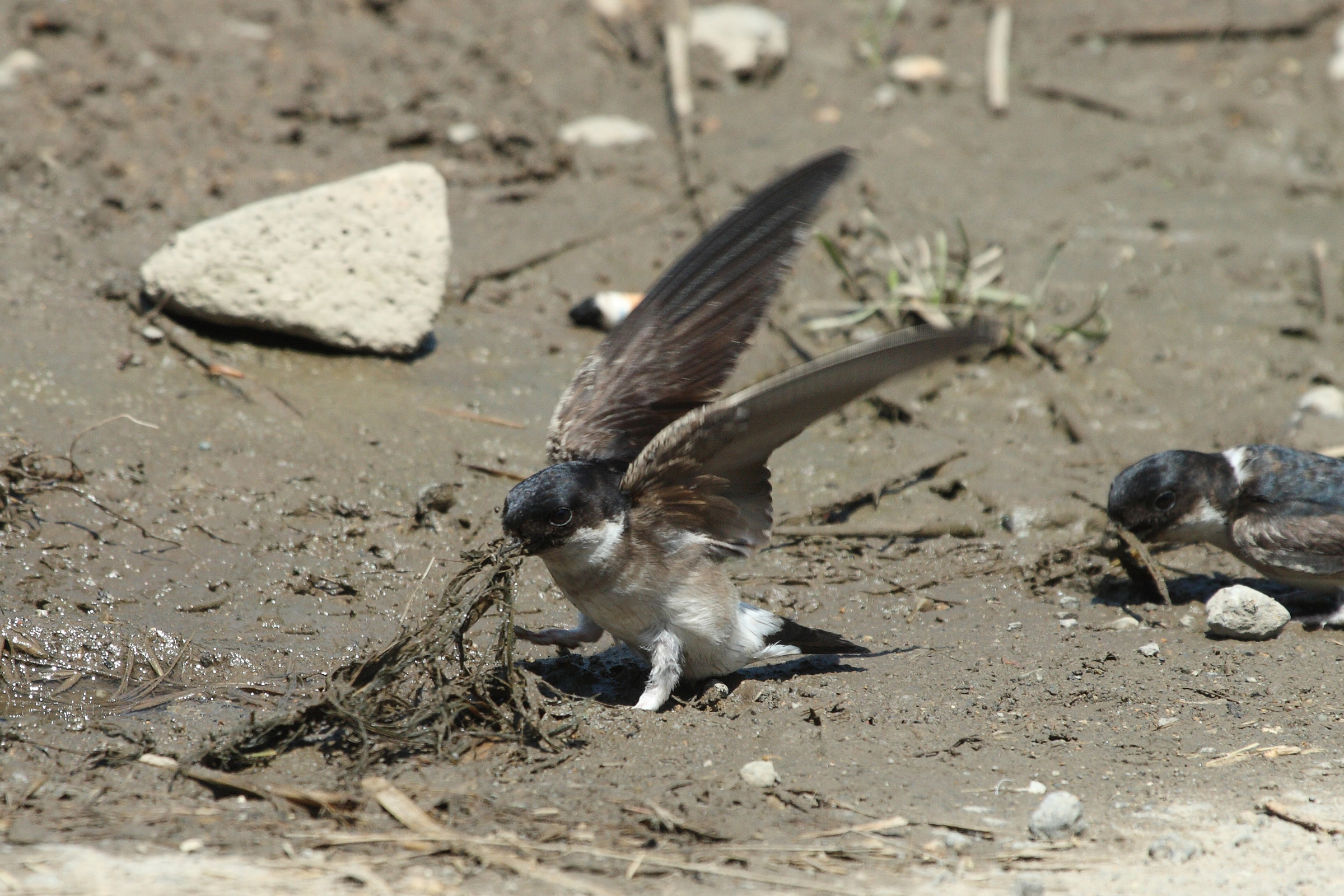
Hirondelles de Bonaparte collectant des matériaux pour leur nid, ici des brins d'herbes boueux, à Hokkaidō, Japon.

Les hirondelles du genre Delichon nichaient à l'origine sur des falaises, en colonies construisant leurs nids en dessous d'un rocher en surplomb. Désormais, l'Hirondelle de fenêtre utilise très largement les structures humaines, et c'est également le cas dans une moindre mesure de l'Hirondelle de Bonaparte. Le nid typique est une profonde boule de boue creuse, au fond tapissé d'herbe ou de plumes, avec seulement une petite ouverture dans la partie supérieure, mais beaucoup d'Hirondelles de Bonaparte laissent le haut du nid ouvert,,.
David Winkler et Frederick Sheldon soutiennent que la construction du nid à partir de boue est apparue progressivement, ce qui correspond à la phylogénie. Un constructeur comme l'Hirondelle rousseline (Cecropis rufula) bâtit également le nid en faisant d'abord une coupe ouverte, qu'elle referme, puis construit un tunnel d'entrée. Winkler et Sheldon proposent que ces nids fermés réduisent la concurrence entre les mâles pour copuler avec les femelles. Avec l'accouplement à l'intérieur du nid, la difficulté d'accès évite l'entrée d'autres mâles. Cette concurrence réduite permet les colonies denses, typiques chez les hirondelles du genre Delichon.
L'Hirondelle de fenêtre subit la concurrence du Moineau domestique (Passer domesticus), qui tente souvent de prendre le contrôle du nid pendant sa construction, forçant l'hirondelle à en rebâtir un nouveau quand ces tentatives sont couronnées de succès. Une fois le nid terminé, l'entrée de la coupe est si petite qu'un moineau ne peut plus y passer.

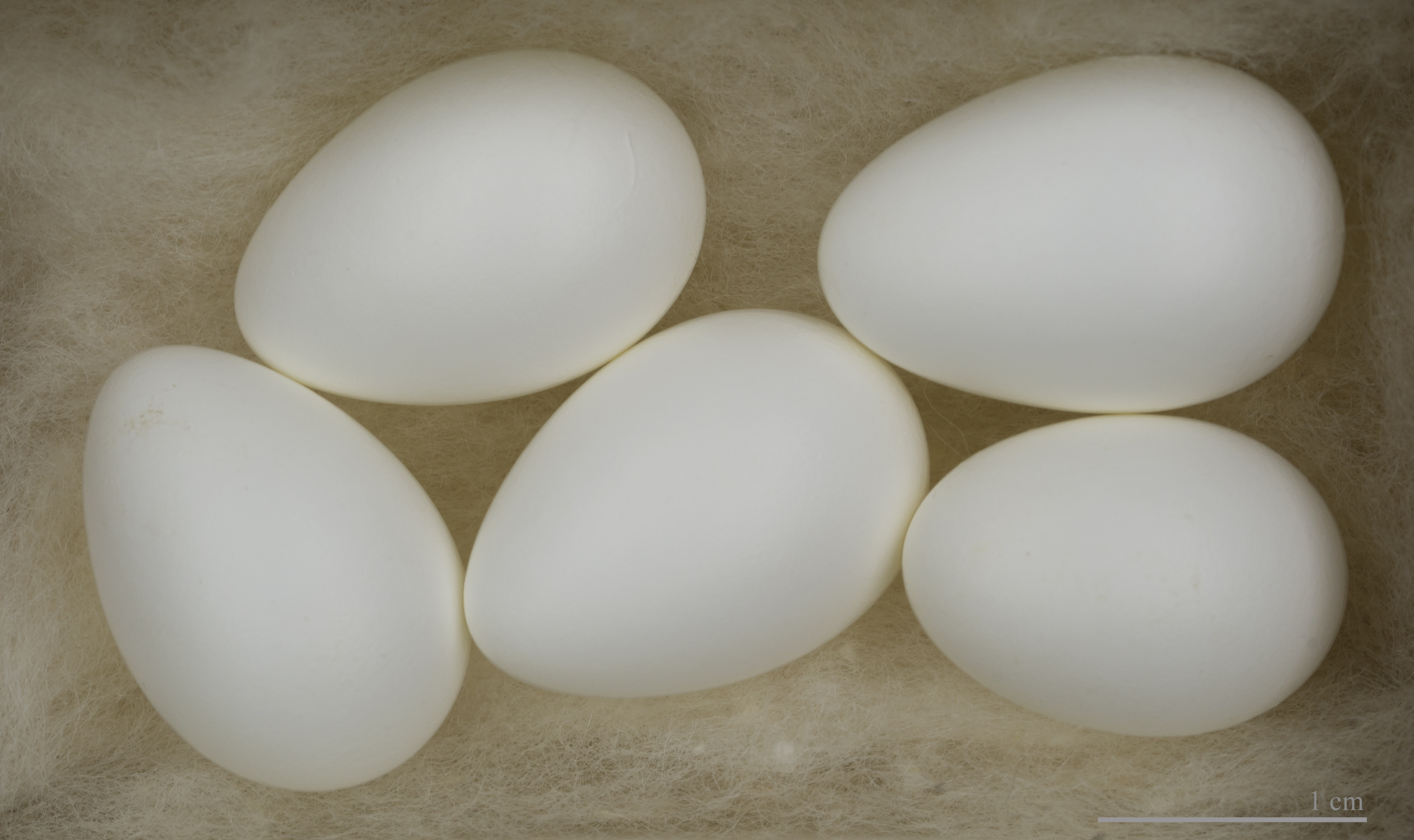
Les cinq œufs d'une ponte d'Hirondelle de fenêtre, dans la collection du Muséum de Toulouse.

Comme chez les autres hirondelles, la parade nuptiale est généralement brève, elle ne dure que quelques minutes. Le mâle appelle une femelle et tente de la mener à son nid, où il se pose et continue à l'appeler tout en abaissant sa tête et ses ailes et en ébouriffant les plumes de sa gorge. S'il réussit, la femelle l'appelle à son tour et lui permet de monter sur elle, généralement dans le nid. La ponte est normalement constituée de trois ou quatre œufs blancs, et les trois espèces font souvent deux couvées par saison. Les deux parents construisent le nid, couvent les œufs et nourrissent les oisillons, bien que la femelle réalise l'essentiel de l'incubation, qui dure normalement 14 à 16 jours. Les poussins sont nidicoles ; ils quittent le nid vers l'âge de 22 à 32 jours, selon les conditions météorologiques. Jeunes, ils restent avec leurs parents qui continuent à les nourrir pendant environ une semaine après leur départ du nid. Il peut arriver que les jeunes oiseaux de la première couvée aident à nourrir les petits de la seconde.
Une étude écossaise a montré que la mortalité annuelle de l'Hirondelle de fenêtre est en moyenne de 57 % et est plus importante en dehors de la saison de reproduction. Les femelles qui ont élevé deux couvées en une saison ont un taux de mortalité plus élevé que celles qui n'en ont eu qu'une, mais il n'existe pas de corrélation équivalente pour les mâles.

### Prédateurs, parasites et commensaux

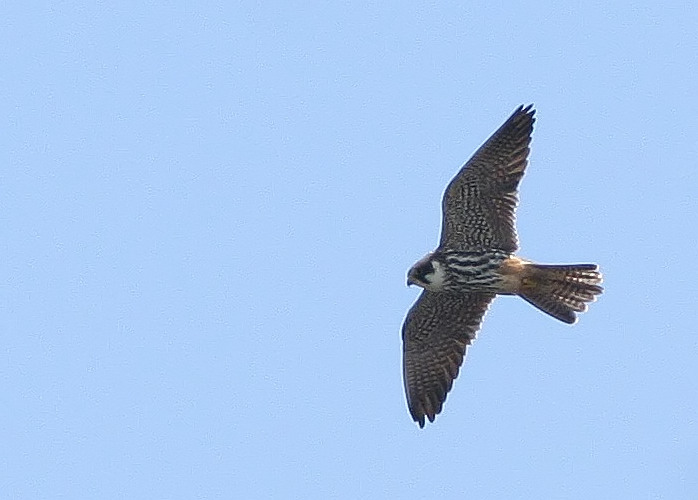
Le Faucon hobereau (Falco subbuteo) est suffisamment rapide et agile pour attraper des hirondelles.

Les principaux prédateurs des hirondelles du genre Delichon sont les oiseaux de proie capables d'attraper ces acrobates volants, comme le Faucon hobereau (Falco subbuteo). C'est lorsqu'elles sont au sol pour collecter de la boue que les hirondelles sont le plus vulnérables. C'est pourquoi elles en font une activité collective, des groupes d'oiseaux descendant brusquement ensemble sur les flaques de boue.
Ces oiseaux comptent puces et acariens parmi leurs ectoparasites, dont Ceratophyllus hirundinis et les espèces proches. Une étude polonaise a montré que les nids contenaient généralement plus de 29 spécimens d'ectoparasites, C. hirundinis et Oeciacus hirundinis étant les plus abondants. Les Delichon peuvent aussi présenter des parasites internes, comme l'endoparasite Haemoproteus prognei, vecteur du paludisme aviaire originellement transmis par des insectes hématophages tels que les moustiques.
Plus de 40 espèces différentes de coléoptères ont été répertoriées dans les nids de l'Hirondelle de fenêtre, mais la plupart sont habituelles dans les localités étudiées ou dans les nids d'autres oiseaux. La présence de ces insectes n'a aucun effet sur les oiseaux nicheurs. Le nombre moyen de coléoptères présents dans un nid, environ 200, est relativement faible si on le compare à celui déterminé chez d’autres espèces d'oiseaux : on compte 1 400 coléoptères coléoptères pour un nid de Moineau domestique et 2 000 pour celui d'une Hirondelle de rivage (Riparia riparia). La raison exacte de leur abondance relativement faible est inconnue, de même que la raison du faible nombre de parasites spécifiques des nids d'Hirondelle de fenêtre.

## Répartition et habitat

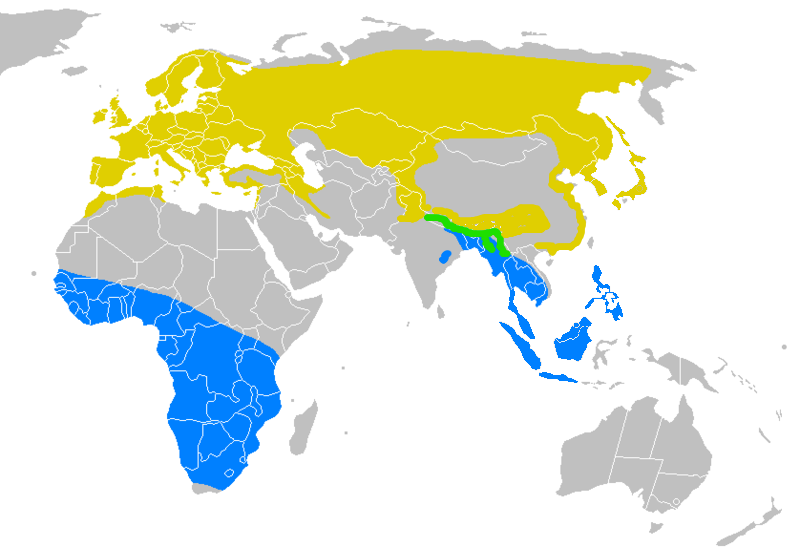
Répartition des espèces du genre Delichon.
Au moins une espèce nicheuse.
Au moins une espèce hivernante.
Zone de présence à l'année de l'Hirondelle du Népal

Delichon est un genre de l'Ancien Monde et ses trois espèces se reproduisent uniquement dans l'hémisphère nord. L'Hirondelle de fenêtre est un reproducteur migrateur largement répandu à travers l'Europe, l'Afrique du Nord et l'Asie du Nord tempérée, jusqu'au Kamtchatka. Ses sous-espèces occidentales D. u. urbicum et meridionale hivernent en Afrique tropicale, et la sous-espèce orientale lagopodum se déplace vers le sud de la Chine et vers l'Asie du Sud-Est. L'Hirondelle de Bonaparte se reproduit plus au sud que Hirondelle de fenêtre, dans les montagnes de l'Asie centrale et orientale, sa sous-espèce type (D. d. dasypus) hivernant en Asie du Sud-Est, mais les sous-espèces nichant dans l'Himalaya et à Taïwan (cashmeriense et nigrimentale) peuvent simplement passer l'hiver à des altitudes inférieures. L'Hirondelle du Népal est une résidente annuelle des montagnes du sud de l'Asie. Le plumage variable des espèces d'Asie du Sud et une histoire taxinomique confuse ont un temps laissé planer des doutes sur leur répartition.
L'Hirondelle de fenêtre affectionne particulièrement les zones ouvertes avec une végétation basse, comme les pâturages, les prairies et les terres agricoles, de préférence près de l'eau ; on la trouve aussi dans les montagnes jusqu'à au moins 2 200 mètres d'altitude. Comme son nom l'indique, celle-ci fait facilement son nid sur des bâtiments, et niche même dans les centres urbains si l'air est assez sain. Les deux autres espèces préfèrent les paysages montagneux (et les falaises dans le cas de l'Hirondelle de Bonaparte). Elles utilisent moins fréquemment que leur cousine du nord les bâtiments pour nicher. Les zones d'hivernage des deux espèces migrantes comprennent un éventail de zones ouvertes et d'habitats montagneux.

## Taxinomie et systématique

### Nomenclature et taxinomie
Le genre Delichon est créé par l'entomologiste britannique Frederic Moore et le naturaliste américain Thomas Horsfield en 1854, afin d'y placer une espèce que Moore décrit alors pour la première fois, l'Hirondelle du Népal, et qui devient donc l'espèce type. L'Hirondelle de fenêtre et l'Hirondelle de Bonaparte, auparavant classées dans un genre appelé Chelidon, y sont alors déplacées. Le nom « Delichon » est une anagramme du mot grec ancien χελιδών (chelīdōn), qui signifie « hirondelle ».

### Systématique

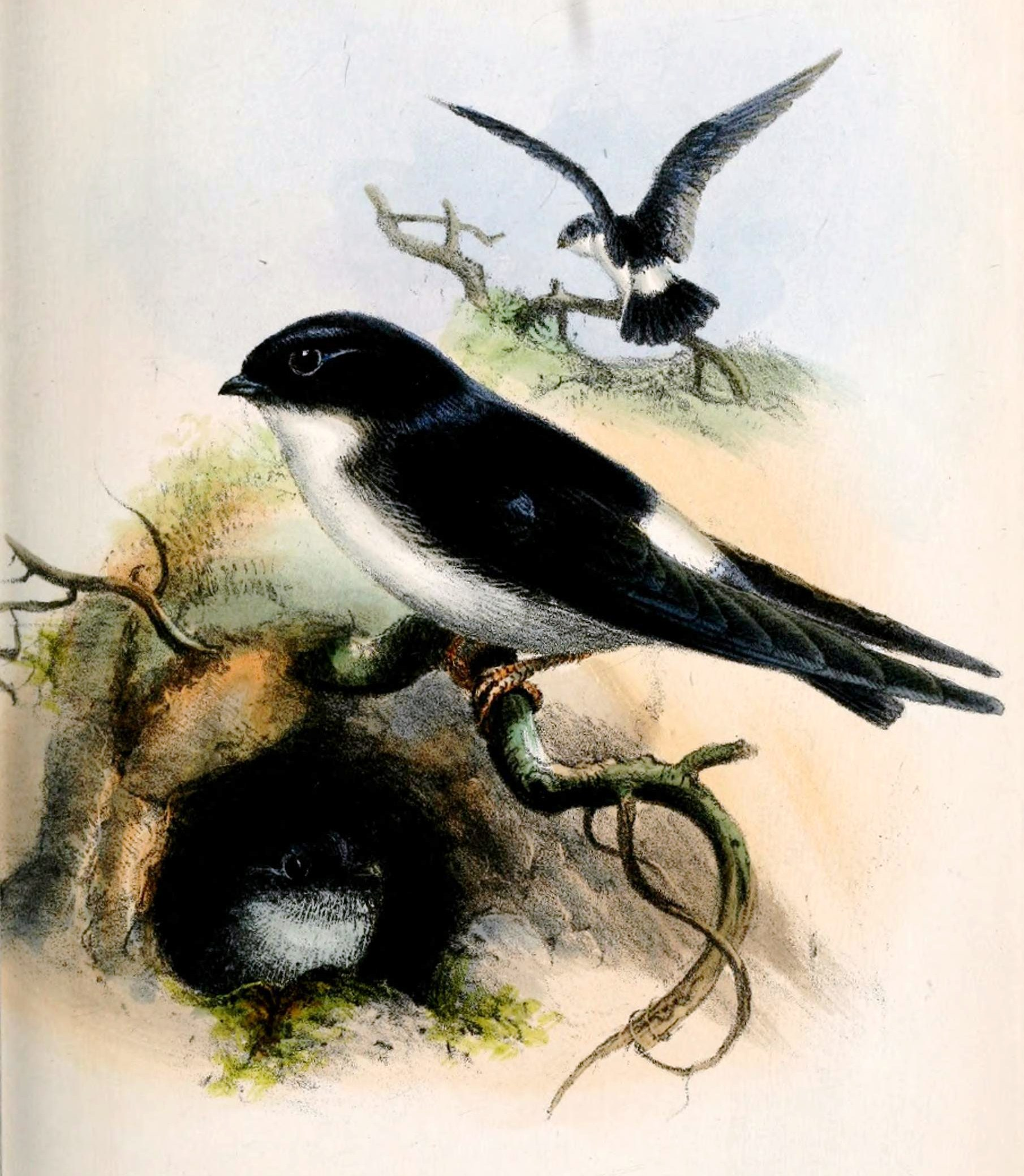
Dessin de 1854 par Joseph Wolf, figurant dans la description originale de l'Hirondelle du Népal et du genre Delichon.

Le genre Delichon fait partie de la famille des Hirundinidae ; il est placé dans la sous-famille des Hirundininae, qui comprend toutes les hirondelles à l'exception des très caractéristiques pseudolangrayens (Pseudochelidon). Les études ADN suggèrent qu'il y a trois grands groupes au sein des Hirundininae, les similitudes génétiques étant hautement corrélées avec le type de nid construit. Grossièrement, le premier groupe compte les espèces qui creusent leurs nids, comme l'Hirondelle de rivage ; le deuxième celles qui utilisent des cavités naturelles, comme l'Hirondelle bicolore (Tachycineta bicolor) ; le troisième compte les constructeurs de nids en boue. Les espèces du genre Delichon appartiennent à ce dernier groupe. Elles semblent être intermédiaires entre les espèces des genres Hirundo et Ptyonoprogne d'une part, qui font des nids en forme de tasse ouverte, et les hirondelles des genres Cecropis et Petrochelidon, qui prolongent l'entrée de leur nid clos avec un tunnel. La génétique suggère une relation étroite entre Hirundo et Delichon, qui est étayée par les croisements fréquents des deux espèces les plus largement répandues de ces genres, l'Hirondelle rustique et l'Hirondelle de fenêtre.
Selon le Congrès ornithologique international le genre compte quatre espèces réparties en sept sous-espèces :
- Delichon urbicum (Linnaeus, 1758) – Hirondelle de fenêtre, décrite sous le protonyme de Hirundo urbica
  - D. u. urbicum (Linnaeus, 1758)
  - D. urbicum meridionale (Hartert, 1910)
- Delichon lagopodum (Pallas, 1811) – Hirondelle de Pallas
- Delichon dasypus (Bonaparte, 1850) – Hirondelle de Bonaparte, décrite sous le protonyme de Chelidon dasypus
  - D. d. dasypus (Bonaparte, 1850)
  - D. d. cashmeriense (Gould, 1858)
  - D. d. nigrimentale (Hartert, 1910)
- Delichon nipalense (Moore, 1854) – Hirondelle du Népal, l'espèce type
  - D. n. nipalense (Moore, 1854)
  - D. n. cuttingi (Mayr, 1941)

L'Hirondelle de fenêtre et l'Hirondelle de Bonaparte étaient autrefois considérées comme conspécifiques, mais les deux populations nichent ensemble dans l'Ouest de l'Himalaya sans hybridation possible. La distance génétique séparant les deux espèces semble également significative.

## Menaces et conservation

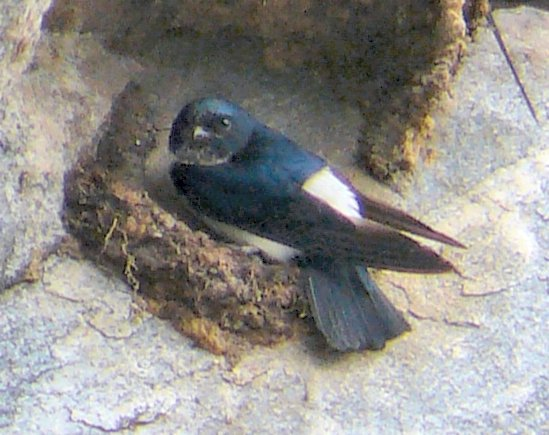
Une Hirondelle du Népal au nid.

L'Union internationale pour la conservation de la nature (UICN) est l'organisme chargé d'évaluer l'état de conservation des espèces. Une espèce est considérée comme soumise à différents niveaux de menace si elle a une petite aire de répartition, fragmentée ou en déclin, si sa population totale est inférieure à 10 000 individus matures, ou si ses effectifs ont rapidement chuté (de plus de 10 % en dix ans ou trois générations). Aucune des trois espèces du genre Delichon ne répond à ces critères, et toutes sont donc évaluées comme de « préoccupation mineure » (LC).
Les effectifs des deux espèces asiatiques ne sont pas connus, mais ce sont des oiseaux localement communs ou abondants, et l'aire de répartition de l'Hirondelle de Bonaparte semble être en expansion vers le nord, dans le sud de la Sibérie. L'Hirondelle de fenêtre a quant à elle grandement bénéficié du déboisement et de la création d'habitats ouverts, et des habitations humaines qui lui fournissent une abondance de sites de nidification sûrs fabriqués par l'Homme, même si des baisses généralisées de sa population ont été signalées dans le centre et le nord de l'Europe depuis 1970. Ce déclin pourrait être dû à plusieurs facteurs, dont le mauvais temps, l'empoisonnement par les pesticides agricoles, le manque de boue pour la construction du nid et la concurrence avec les Moineaux domestiques sur les sites de nidifications. Malgré cela, sa vaste aire de répartition et ses grands effectifs font qu'elle n'est globalement pas menacée.